# Jillye-myeon
Jillye-myeon (koreanska: 진례면, 進禮面) är en socken i stadskommunen Gimhae i provinsen Södra Gyeongsang i den sydöstra delen av Sydkorea, 300 km sydost om huvudstaden Seoul.